# Nomada okamotonis
Nomada okamotonis là một loài Hymenoptera trong họ Apidae. Loài này được Matsumura mô tả khoa học năm 1912.